# Max Rauhofer
Max Rauhofer (vollständiger Name: Max Rauhofer Federico) (* 28. Oktober 1990 in Maldonado, Uruguay) ist ein uruguayischer Fußballspieler.

## Karriere
Rauhofer, der auf der Position des Stürmers spielt, entstammt dem kleinen, nahe der Atlantikküste residierenden Club Atletico Ituzaingo in Maldonado. In der Saison 2008/09 spielte er für den Zweitligisten Deportivo Maldonado. Von dort wechselte er dann zur Spielzeit 2009/10 in die spanische Segunda División zu Albacete Balompié und gehörte dort zum Kader der Reserve. Nach seiner Rückkehr nach Uruguay schloss er sich Liverpool Montevideo an, stand aber auch hier zunächst nur im Kader der Reserve (Tercera). Er kam dort regelmäßig zum Einsatz und zählte wiederholt zu den Torschützen. Am 20. November 2011 feierte er beim 2:1-Auswärtssieg seiner Mannschaft gegen Centro Atlético Fénix, als er in der 63. Minute von Trainer Julio César Antúnez für Elías Figueroa eingewechselt wurde, sein Debüt in Reihen des uruguayischen Erstligisten. Auch im Rahmen der Vorbereitung auf das Torneo Clausura 2012 gehörte er zum Erstligakader und den Torschützen in den Vorbereitungsspielen. Während in der Saison 2011/12 insgesamt nur drei Einsätze als Einwechselspieler verzeichnet sind, stand er seit Beginn der Spielzeit 2012/13 zunehmend in der Startelf. In jener Saison absolvierte Rauhofer je nach Quellenlage insgesamt 17 oder 18 weitere Spiele in der Primera División und erzielte drei Tore. In der Apertura 2013 kam er bis zu seinem letzten Spiel am 7. Dezember 2013 fünfmal in der Primera División zum Zuge und schoss ein Tor. Im Januar 2014 wechselte er zum Ligakonkurrenten Sud América. Dort wurde er bis zum Abschluss der Clausura 2014 neunmal (kein Tor) in der Primera División eingesetzt. In der Saison 2014/15 lief er in elf Erstligaspielen (zwei Tore) auf. Ab Mitte April 2015 setzte er seine Karriere auf Leihbasis in den USA bei Real Monarchs fort. Er bestritt 17 Spiele (neun Tore) in der USL und eine Begegnung (kein Tor) im US Open Cup. In der zweiten Oktoberhälfte 2015 kehrte er zu Sud América zurück. In der Spielzeit 2015/16 liegen dort keine Einsatzdaten vor. Anfang Februar 2016 wechselte er leihweise nach Argentinien zum Club Social y Atlético Guillermo Brown. Dort lief er zehnmal in der Primera B Nacional auf und erzielte zwei Treffer. Mitte August 2016 schloss er sich den Orange County Blues an.  Bei den US-Amerikanern absolvierte er sieben Ligaspiele und traf dreimal ins gegnerische Tor. In der zweiten Januarhälfte 2017 kehrte er zu seinem früheren Arbeitgeber Deportivo Maldonado zurück. Seither (Stand: 25. Juli 2017) kam er in acht Zweitligapartien (kein Tor) zum Einsatz.